# Hektor (imię)
Hektor albo Jaktor – imię męskie (gr. Ἕκτωρ), pochodzące od ‘εκτωρ (hektor) – „mocno trzymający”, które z kolei wywodzi się ze słowa εχω (echo), oznaczającego „posiadać, utrzymywać”. Hektor był najdzielniejszym bohaterem trojańskim. Patronem tego imienia w Kościele katolickim jest św. Hektor, męczennik.
W Polsce znane i nadawane od średniowiecza, w formach Hektor, Ektor, Jaktor, Jektor, i ze zdrobnieniami Jaktorek oraz Jaktorko.
Hektor imieniny obchodzi 20 czerwca.
Znane osoby noszące imię Hektor:
- Héctor Babenco, brazylijski reżyser
- Héctor Barberá, motocyklista hiszpański
- Ettore Bassi (ur. 1970) – włoski aktor telewizyjny i filmowy
- Ettore Bastico, włoski żołnierz i generał
- Hector Berlioz, kompozytor francuski
- Ettore Bugatti, włoski projektant i konstruktor samochodów
- Héctor Castro, urugwajski piłkarz i trener
- Ettore Cunial, włoski duchowny, arcybiskup
- Héctor Cúper, argentyński piłkarz i trener
- Héctor Elizondo, aktor
- Héctor Faubel, motocyklista
- Hector-Louis Langevin, kanadyjski polityk
- Ettore Majorana, włoski fizyk teoretyk
- Ettore Ovazza, włoski ideolog faszyzmu
- Héctor Rossetto, argentyński szachista, arcymistrz
- Héctor Scarone, urugwajski pisarz, napastnik
- Héctor Soto, siatkarz portorykański
- Hector Zazou, francuski kompozytor pochodzenia hiszpańsko-francuskiego
- Louis-Hector de Callière, francuski żołnierz i administrator
- Fabián Héctor Carini, urugwajski piłkarz
- Raúl Héctor Castro, polityk i dyplomata amerykański
- Henryk Siemiradzki, właśc. Henryk Hektor Siemiradzki, polski malarz
- Hektor Wilczewski, sędzia ziemski malborski

Nazwiska pochodzące od imienia Hektor:
- Jaktorski